# 勇者斗恶龙怪兽篇Joker 2
《勇者斗恶龙怪兽篇 Joker 2》是由史克威尔艾尼克斯发行的任天堂DS平台电子角色扮演游戏。游戏是《勇者斗恶龙怪兽篇Joker》的续作，也是勇者斗恶龙怪兽系列的第五部作品。游戏于2010年4月28日在日本发行，2011年9月19日和10月7日在北美和欧洲发行。游戏扩展版本《勇者斗恶龙怪兽篇 Joker 2 专家版》于2011年3月31日在日本发行，其增加了一些怪兽与能力，而游戏情节相同。

## 游戏玩法
《Joker 2》的游戏玩法和前作相近。玩家探索世界并驯养加入队伍的野生怪物。怪物以回合制方式战斗并能生长强壮。战斗系统本身和之前的勇者斗恶龙怪兽篇游戏非常相似。玩家控制最多三个怪物并组成队，并进而以直接指挥它们或是从四种人工智能设定中选择一种。除了使用道具外，主角不能直接参加战斗。《Joker 2》中出现了311种怪物，其中包括来自勇者斗恶龙游戏，以及《勇者斗恶龙怪兽篇 特瑞仙境》中首次出现的新怪物。这是继《Joker》后，系列第二款支持Wi-Fi的游戏，同时这也是第一款支持玩家直接对战的游戏。
史克威尔艾尼克斯在2011年3月31日发行了《Joker 2 专家版》。《专家版》新增了100多种怪兽，以及新地点和能力，但是剧情没有变化。玩家可以从原版游戏中导入他们的旧怪兽。

### 联机
《Joker 2》具有Wi-Fi支持功能，史克威尔艾尼克斯宣称最多同时允许八个玩家互相连接到对方。玩家可以实时与其他玩家怪物组成的队伍对战。游戏还会记录最佳玩家进入排行榜的路线。

## 评价
截至2010年7月，游戏在日本售出120万份。游戏成为史克威尔艾尼克斯2010年4月至9月间最畅销游戏，游戏是日本5月内销量最高的游戏，也是2010年度销量第六高的游戏。《Fami通》给游戏打了37/40分，其中一个评论者打出10分，其余三个打出9分。

## 外部連結
- 官方网站 （页面存档备份，存于） （日語）
- 北美官方站点（英文）